# Xénophilie

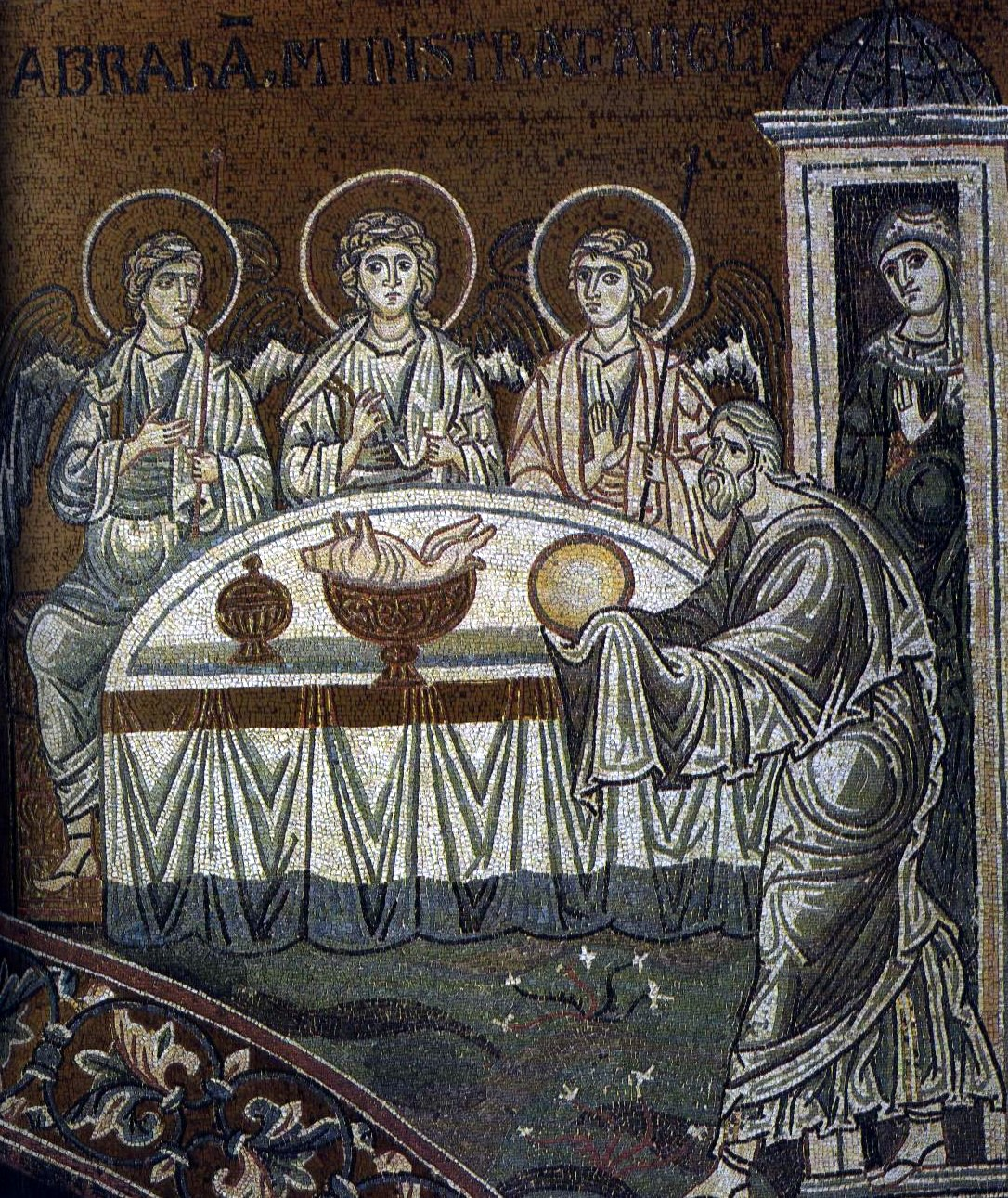
Abraham accueillant les trois anges, mosaïque byzantine

La xénophilie (du grec xenos- [ξένος], « étranger, inconnu » et -philia [φιλία], « amour ») désigne, chez une personne, son goût prononcé pour les aspects culturels et civilisationnels étrangers à sa propre nation.
Elle est principalement motivée par la sympathie ou l'admiration envers l'inconnu, étant celui qui est différent, pas seulement par sa nationalité, mais aussi sa culture, sa couleur, sa langue et sa religion.
Les personnes concernées sont qualifiées de « xénophiles ». Son terme opposé est la xénophobie.

## Dans la culture populaire
- En 1970, le film Watermelon Man raconte l'histoire d'un homme blanc et raciste, qui essaie d'avoir des relations sexuelles avec une femme blanche avec qui il travaille. Ses efforts ne donnent rien jusqu'à ce qu'il soit transformé en afro-américain, et elle est alors plus que disposé à être à ses côtés. Mais le protagoniste se rend compte que la femme est xénophile et ne veut avoir des rapports avec lui qu'à cause de sa race; elle n'est pas intéressée par lui en tant que personne.
- Dans le roman Harry Potter et les Reliques de la Mort, Xenophilius Lovegood, le père de l'excentrique Luna Lovegood, se caractérise par son admiration pour les objets et les animaux rares ou inconnus — comme son nom l'indique sans équivoque.

### Sources et bibliographie
- (en) Robin Sathoff, Xenophilia, Outskirts Press, 2013, 108 p.  (ISBN 978-1478714989)
- Michéa Jacobi, Xénophiles, La Bibliothèque, 2015, 135 p.  (ISBN 978-2909688732)